# Cotonificio Bernocchi
Il Cotonificio Bernocchi  è stata un'azienda tessile italiana attiva fra il 1868 ed il 1971.

## Storia

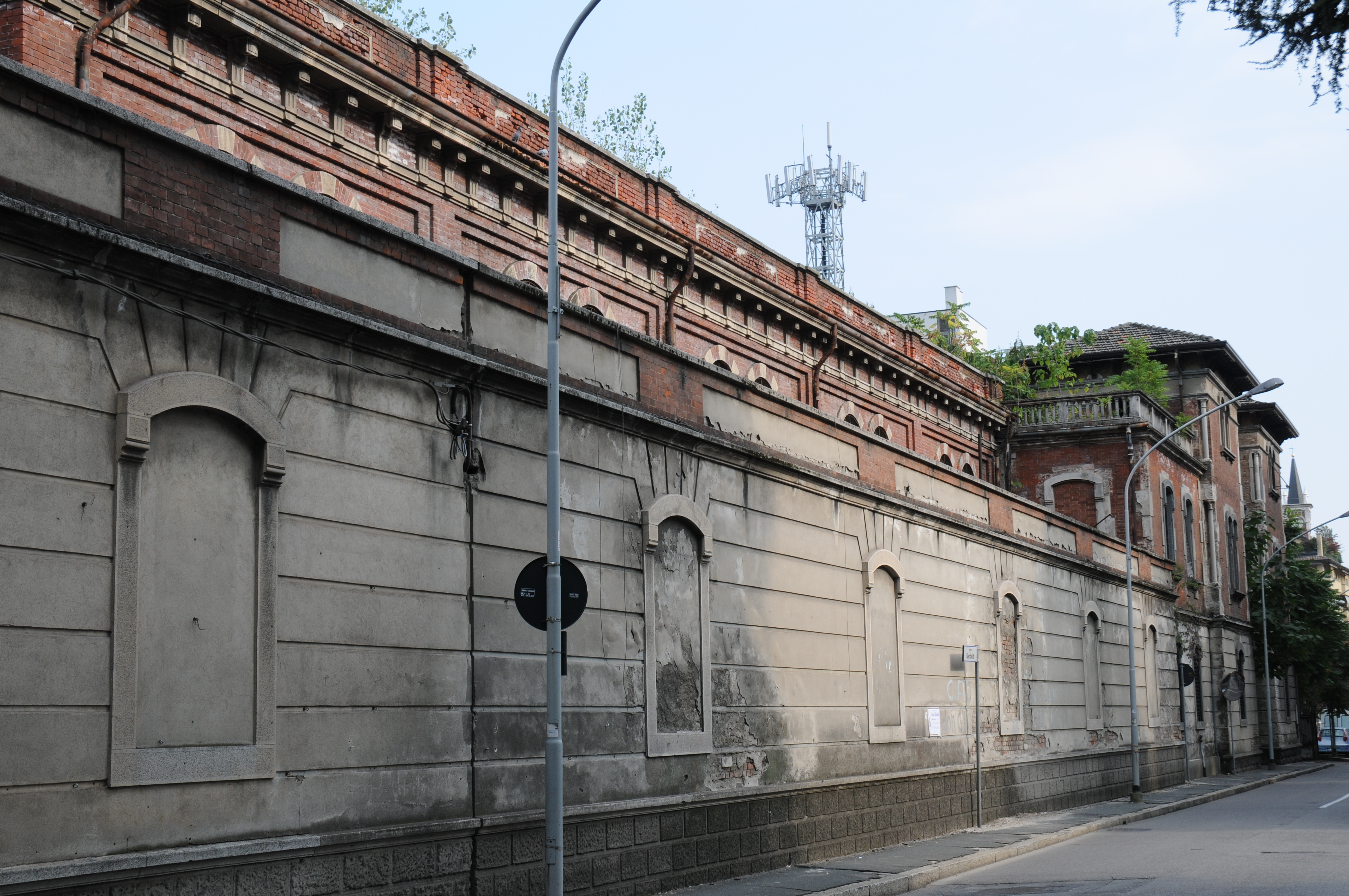
L'ex cotonificio Bernocchi in corso Garibaldi a Legnano

Il primo nucleo del Cotonificio Bernocchi nacque nel 1868 a Legnano, in località Gabinella, ad opera di Rodolfo Bernocchi. Questa primigenia attività, che fu aperta con pochi mezzi finanziari, era in origine un esercizio artigianale di candeggio.
I figli del fondatore, Antonio, Michele e Andrea, trasformarono, circa un decennio dopo la fondazione, la primigenia attività artigianale in una delle più grandi industrie tessili e tintoriche italiane. Nella seconda metà del XIX secolo, anche in Italia iniziò la rivoluzione industriale, grazie alla quale moltissime attività artigianali si trasformarono in vere e proprie fabbriche. Tra i fratelli Bernocchi, già all'epoca, si distingueva Antonio, che ebbe in seguito anche un'importante carriera politica, diventando, tra l'altro, Senatore; fu anche uno dei più generosi mecenati di Milano.
Nel 1898 la famiglia Bernocchi fondò a Legnano i moderni stabilimenti che ancora nel XXI secolo si trovano in corso Garibaldi. Le grandi imprese tessili consumavano ingenti quantità di energia, e quindi i Bernocchi iniziarono ad occuparsi di produzione di energia sperimentando tecnologie innovative fin dal 1920, con l'acquisizione della Centrale di Cogozzo (frazione di Villa Carcina). In seguito la famiglia Bernocchi fondò o, in alcuni casi, acquisì altri stabilimenti. In totale, il numero totale di siti produttivi arrivò a sei: Legnano, Nerviano, Cerro Maggiore, Angera, Besnate e Cogozzo. Particolarmente significativo fu l'acquisto del Cotonificio Mylius, avvenuto nell'aprile del 1920, che diede vita alla nuova società Mylius-Bernocchi. Il cotonificio cambiò nome dopo il 1930, anno in cui morì Antonio Bernocchi e divenne Filatura di Cogozzo.
Nel 1971, anno della sua chiusura, l'azienda impiegava complessivamente, nei sei stabilimenti produttivi, 1.400 dipendenti. La società chiuse formalmente i battenti il 2 dicembre 1971, quando fu messa in liquidazione. La crisi che portò alla chiusura del Cotonificio Bernocchi iniziò poco dopo la fine della seconda guerra mondiale, a causa dei forti mutamenti del mercato mondiale del tessile e della tintoria. L'ultima occasione per salvare l'azienda si presentò nel 1970, quando Andrea e Tommaso Bernocchi, figli di Antonio, cercarono invano di ottenere un finanziamento statale.